# Joseph Cornell
Joseph Cornell est un sculpteur et réalisateur de films expérimentaux américain, né le 24 décembre 1903 à Nyack dans l'État de New York et mort le 29 décembre 1972 à New York. Il est l'un des pionniers de l'assemblage.

## Biographie
Bien qu'influencé par Max Ernst, dont il découvre les collages exposés à la galerie Julien Levy, en 1931, et le surréalisme, Joseph Cornell est un  farouche indépendant.
En janvier 1938, il participe à l'Exposition internationale du surréalisme organisée à l'École des Beaux-Arts de Paris. Pour André Breton, Joseph Cornell a « médité une expérience qui bouleverse les conventions d'usage des objets. »
Il a aussi été un cinéaste expérimental.
Joseph Cornell a vécu la majeure partie de sa vie à New York où il habitait dans le quartier de Flushing avec sa mère et son frère Robert, handicapé par une paralysie cérébrale.

## Sculptures et collages
Les œuvres de Joseph Cornell les plus caractéristiques sont des assemblages créés à partir d’objets trouvés. Ce sont la plupart du temps des boîtes en bois à couvercle vitré, dans lesquelles il a rassemblé des photos ou des objets divers. Certaines de ces boîtes, comme celles de la série des Medici Slot Machine, sont interactives et prévues pour être manipulées.
Comme Kurt Schwitters, Cornell pouvait créer de la poésie à partir d’objets banals ; mais il était surtout attiré par les fragments d’objets autrefois précieux qu’il pouvait découvrir dans les échoppes de brocanteurs de New York. Ses boîtes relèvent de la technique surréaliste de la juxtaposition irrationnelle et leur séduction provient souvent de la nostalgie qu’elles dégagent.
Toutefois Cornell ne s’est jamais considéré comme un surréaliste, tout en admirant le travail d’artistes comme Max Ernst et René Magritte. Il a également été en contact avec certains membres du groupe surréaliste installés aux États-Unis pendant la Seconde Guerre mondiale. Par la suite, il a été revendiqué comme précurseur du pop art et de la pratique de l’installation.
En plus des assemblages dans des boîtes, des collages et des courts métrages, Cornell conservait plus de 160 « dossiers » documentaires sur des sujets qui l’intéressaient et dont il tirait du matériau pour la création de ses boîtes. Ces dossiers concernaient par exemple les starlettes de Hollywood auxquelles il envoyait des boîtes qui leur étaient dédiées. Cornell s’intéressait également aux oiseaux et il a créé dans les années 1940-50 la série de collages Aviarie qui leur est consacrée.

## Cinéma expérimental
Le film Rose Hobart (en) (1936) a été entièrement composé par Cornell à partir d’images trouvées dans des entrepôts du New Jersey, la plupart provenant d’un film de série B intitulé À l’Est de Bornéo. Pour les rares projections qui ont eu lieu de ce film, Cornell faisait entendre le disque de Nestor Amaral, Holiday in Brazil et diffusait le film à travers un filtre bleu foncé pour lui donner un aspect onirique. Le film a été présenté à la Julien Levy Gallery en décembre 1936 dans le cadre de la première Exposition Surréaliste au Museum of Modern Art de New York. Salvador Dalí, était présent à New York pour le vernissage au MoMA et le film a déclenché sa fureur, Dali proclamant qu’il avait eu lui-même l’idée d’appliquer au cinéma les techniques du collage. Dali a fait remarquer à Cornell qu’il ferait mieux de s’en tenir à ses boites, et celui-ci, de nature timide, a renoncé à montrer ses films en public.
Les rétrospectives à New-York en 2012 et à Lyon en 2013 rendent aussi hommage à cet aspect de l'œuvre.

## Œuvres

### Boîtes surréalistes
- Les Îles Salomon, 1942, « boîte de marin » dont le couvercle est tapissé d'une carte des îles Salomon, un compartiment supérieur contient vingt petites boussoles et le compartiment inférieur contient des objets et des scènes gravées inspirés de voyages et d'explorations.
- Pharmacy, 1943, bois, papier imprimé, feuilles de métal coloré, soufre, plumes, coquillage, ailes de papillon, feuille d'aluminium, fil de cuivre, fruit, eau, peinture d'or, liège, feuilles séchées et objets trouvés, 38,7 x 30,5 x 7,9 cm[4]
- Fanny on Ondine, 1947, techniques mixtes, 29 x 38 cm, galerie Karsten Greve, Cologne[5]
- Nécessaire pour bulles de savon, 1948[6]
- Boîte au canari, 1949, techniques mixtes, 22 x 15 x 9 cm, galerie Karsten Greve, Cologne[5]
- Vers la péninsule bleue, 1952, le titre est tiré d'un poème d'Emily Dickinson : « Il serait peut-être plus facile d'échouer en vue de la terre que de gagner ma péninsule bleue pour y périr de joie. »
- Sans titre (Blue sand box), 1950-55, technique mixte, 19,5 x 34 x 5 cm[7]

### Filmographie
- Rose Hobart (en), 1936
- Children's Party, vers 1940
- Cotillion, vers 1940
- The Midnight Party, vers 1940
- The Aviary, 1955
- Centuries of June, réalisé avec Stan Brakhage, 1955
- Gnir Rednow, réalisé avec Stan Brakhage, 1956
- Mulberry Street, 1957
- Boys' Games, 1957
- Nymphlight, 1957
- Flushing Meadows, vers 1965
- A Legend for Fountains, 1957-1965
- Bookstalls
- By Night with Torch and Spear, 1979

## Expositions en France
- Joseph Cornell et les surréalistes à New York, au musée des beaux-arts de Lyon, du 18 octobre 2013 au 10 février 2014